# Parafia św. Kazimierza Królewicza w Suwałkach
Parafia Świętego Kazimierza Królewicza w Suwałkach – parafia rzymskokatolicka, utworzona w 1992 roku.
Parafia należy do dekanatu Suwałki – św. Benedykta i Romualda diecezji ełckiej. Nowy kościół parafialny był budowany w latach 2006–2011. Parafię prowadzą księża diecezjalni. Pierwszym proboszczem i jednocześnie budowniczym świątyni był ks. prał. Lech Łuba, który pełnił tę funkcję od 1992 roku do przejścia na emeryturę do 2020 roku. Od 15 lipca 2020 proboszczem parafii został ks. kan. Czesław Król.

## Proboszczowie
- ks. prałat Lech Łuba (1992–2020)[4]
- ks. kan. Czesław Król (2020– )[4]